# Bleptina infausta
Bleptina infausta är en fjärilsart som beskrevs av William Schaus 1913. Bleptina infausta ingår i släktet Bleptina och familjen nattflyn. Inga underarter finns listade i Catalogue of Life.